# Roaillan
Roaillan (gascognisch: Roalhan) ist eine französische Gemeinde mit 1.793 Einwohnern (Stand: 1. Januar 2022) im Département Gironde in der Region Nouvelle-Aquitaine. Sie gehört zum Arrondissement Langon und zum Kanton Le Sud-Gironde. Die Einwohner werden Roaillanais genannt.

## Lage
Roaillan liegt etwa 44 Kilometer südsüdöstlich von Bordeaux und sechs Kilometer südlich von Langon. Umgeben wird Roaillan von den Nachbargemeinden Fargues im Norden, Langon im Nordosten, Mazères im Osten, Le Nizan im Süden sowie Léogeats im Westen.

## Bevölkerungsentwicklung
| Jahr                       | 1962 | 1968 | 1975 | 1982 | 1990 | 1999 | 2012 | 2020 |
| Einwohner                  | 321  | 350  | 328  | 487  | 647  | 840  | 1481 | 1760 |
| Quellen: Cassini und INSEE |      |      |      |      |      |      |      |      |

## Sehenswürdigkeiten
- Kirche Saint-Louis aus dem 13. Jahrhundert, Monument historique
- Schloss Respide, in der zweiten Hälfte des 19. Jahrhunderts errichtet

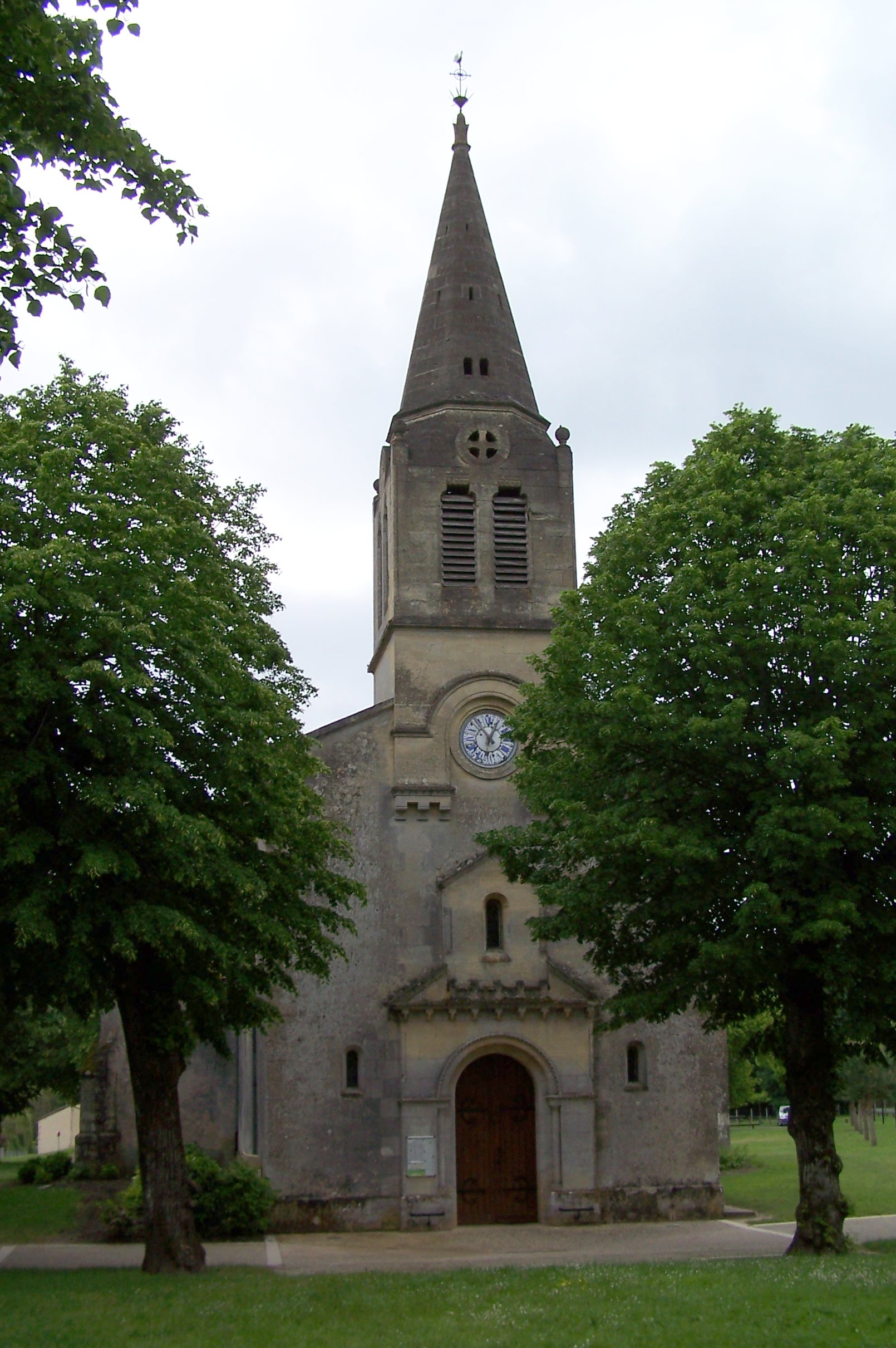
Kirche Saint-Louis
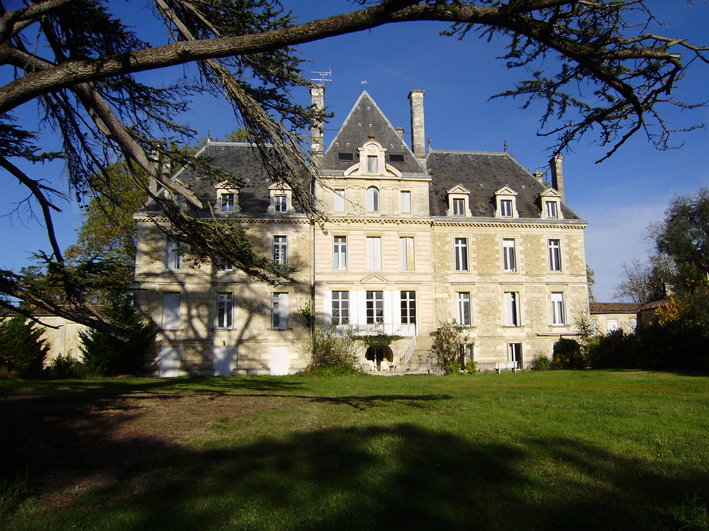
Schloss Respide
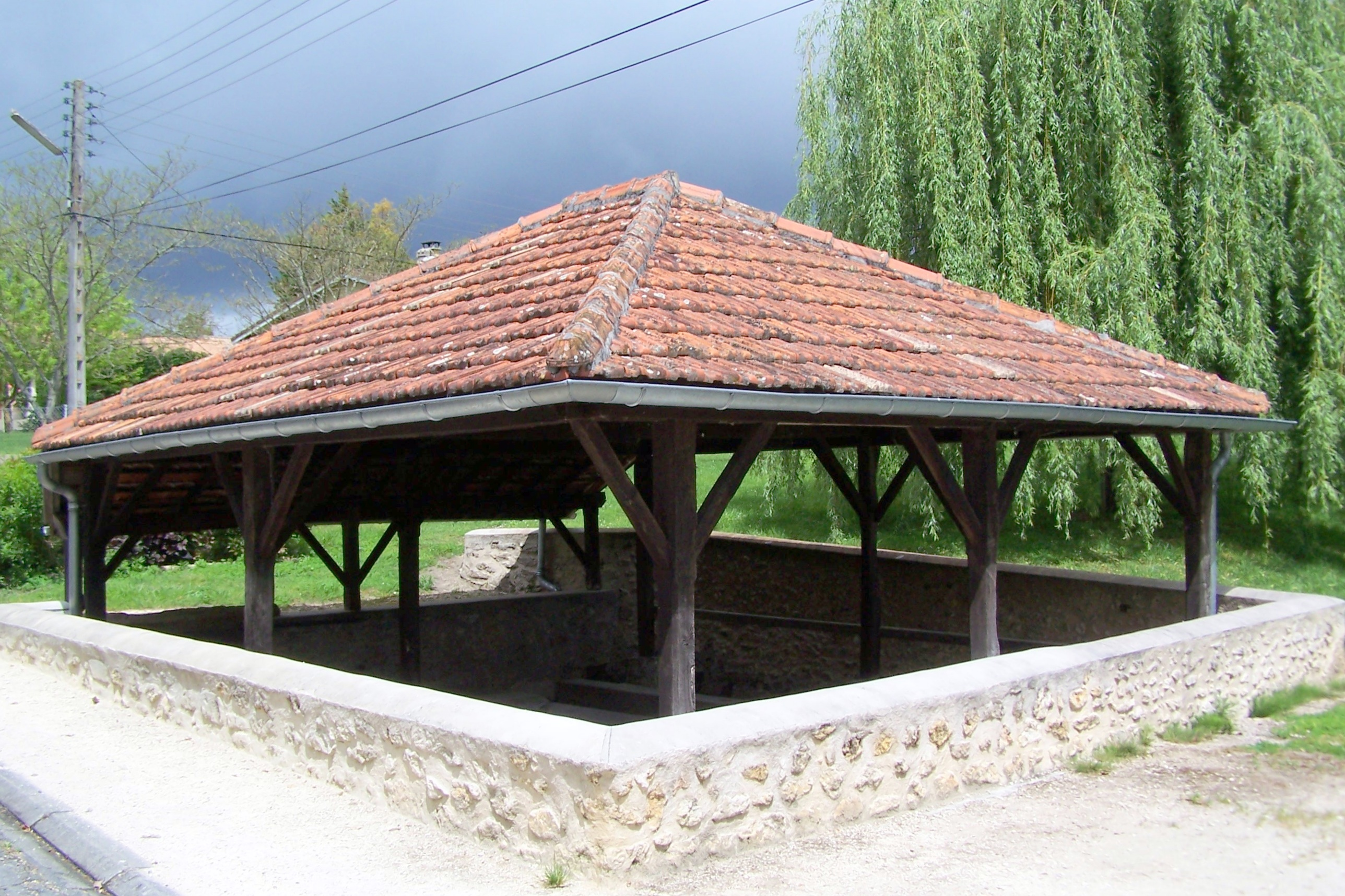
Ehemaliges öffentliches Waschhaus
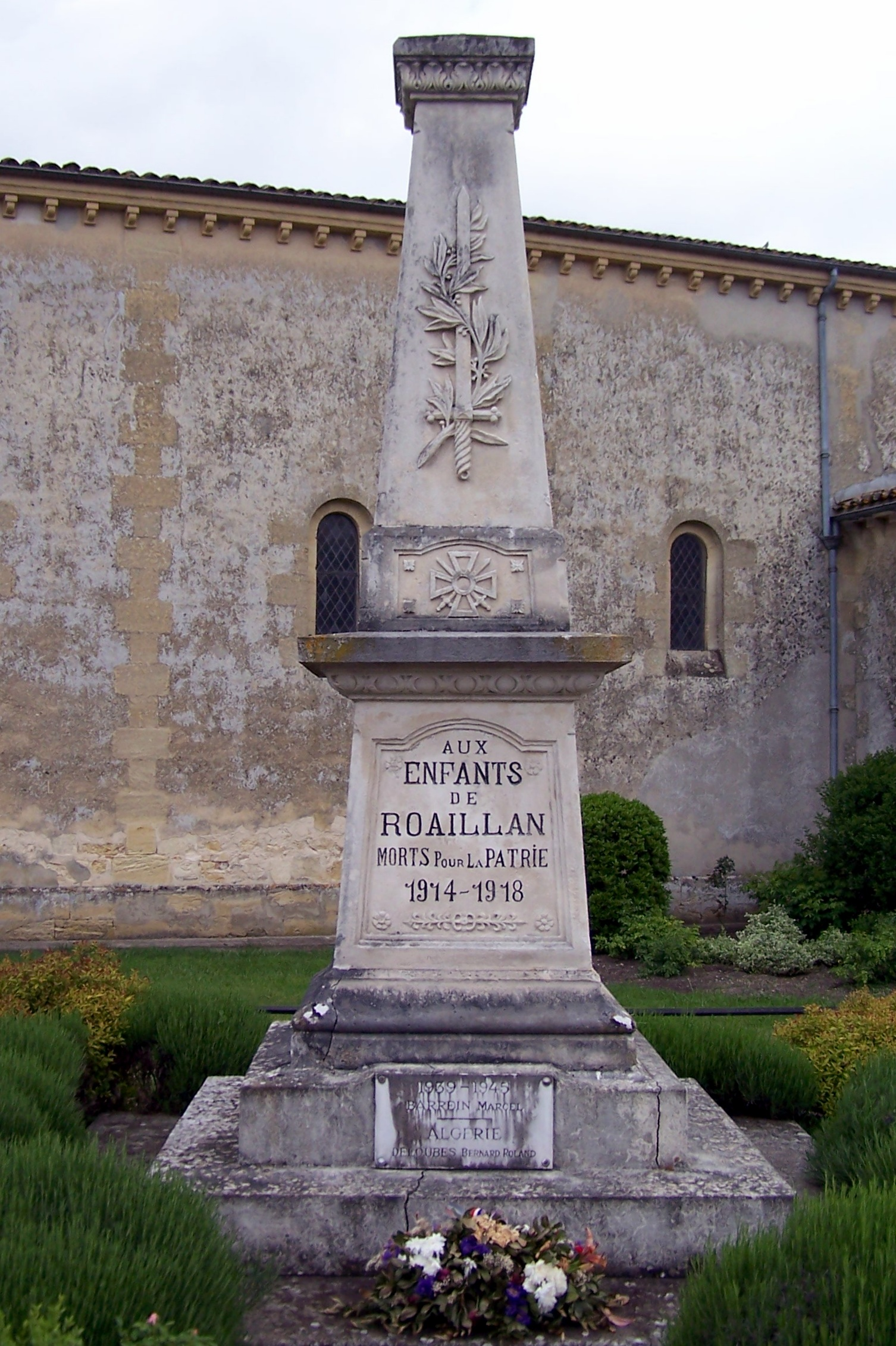
Gefallenendenkmal